# Edward Jones (crosse)
Pour les articles homonymes, voir Edward Jones et Jones.
Edward Jones, né en 1881 à Greenwich et mort le 17 novembre 1951 à Marylebone, est un joueur britannique de crosse.

## Biographie
Edward Jones fait partie de l'équipe nationale britannique médaillée d'argent aux Jeux olympiques d'été de 1908 à Londres. Les Britanniques perdent le seul match de la compétition contre les Canadiens sur le score de 14 à 10.